# Applausi per Fibra
Applausi per Fibra è un singolo del rapper italiano Fabri Fibra, pubblicato il 4 aprile 2006 come primo estratto dal terzo album in studio Tradimento.
Il brano ha esordito alla sua prima settimana alla posizione numero 7 dei singoli più venduti in Italia, arrivando a toccare al suo apice la posizione numero 6.

## Video musicale
Girato dal regista Cosimo Alemà, il video di "Applausi per Fibra" vede la partecipazione di Big Fish e Nesli, fratello minore di Fabri Fibra. Il video vede alternarsi davanti alla telecamera, a cui si rivolgono direttamente, Fibra, Big Fish, Nesli ed altri, fra cui anche le ballerine dal volto bianco e le "x" nere su occhi e bocca, che hanno accompagnato il cantante anche nelle sue esibizioni dal vivo. Tormentone nel video è la maglietta, indossata da tutti i personaggi del video, con la scritta  Io odio Fabri Fibra.

## Tracce
1. Applausi per Fibra
2. Ah Yeah Mr Simpatia

## Classifiche
| Classifica (2006) | Posizione massima |
| ----------------- | ----------------- |
| Francia           | 73                |
| Italia            | 6                 |